# دونا شلالا
دونا ادنا شلالا (بالإنجليزية: Donna Shalala) (1941-) أميركية من والدين لبنانيين. كانت وزيرة الصحة الأمريكية في عهد الرئيس بيل كلينتون بين 1993 و 2001. تعد أول امرأة من أصول عربية تتبوأ منصبا وزاريا في الحكومة الأمريكية. عملت رئيسة لجامعة ميامي في فلوريدا. وقلدها الرئيس جورج دبليو بوش الوسام الرئاسي للحرية وهو أعلى وسام يعطى لأي مدني.

## نبذة
ولدت في كليفلاند، أوهايو عام 1941 لوالدين لبنانين مهاجرين موارنة هما جيمس شلالا وإدنا شلالا، لها أخت توأم.

## مناصبها
- وزيرة الصحة الأميركية.
- رئيسة جامعة ميامي.
- رئيسة لجنة صحة المقاتلين العائدين من الحروب.

## وصلات خارجية
- دونا شلالا على موقع الموسوعة البريطانية (الإنجليزية)
- دونا شلالا على موقع مونزينجر (الألمانية)
- دونا شلالا على موقع إن إن دي بي (الإنجليزية)

- http://www.nndb.com/people/260/000024188 صفحة دونا شلالا